# 辯天町 (新宿區)
辯天町（日语：／ Bentenchō */?）是東京都新宿區的町名。未實施住居表示。2013年8月1日為止的人口有2,904人。郵遞區號為162-0851。

## 地理
位於新宿區北部。北鄰早稻田町、榎町，東接南榎町，東南連市谷山伏町，南臨市谷柳町，西南通原町，西接喜久井町、早稻田南町。南北向的外苑東通貫穿本町，北部有早稻田通通過。町域內以住宅地為主。

## 歷史
原為雲居山宗參寺的門前町，後成立牛込辯天町。

### 地名由來
傳聞是來自牛込勝行之子勝重所建的南藏院辯天堂。

## 交通
- 町域內沒有鐵路車站，地域北部可利用東京地下鐵東西線早稻田站，地域南部可利用都營地下鐵大江戶線牛込柳町站
- 東部［外苑東通利用以東］與南榎町的邊界附近也可利用東京地下鐵東西線神樂坂站。

## 設施
- 宗參寺
- 多聞院
- 淨輪寺 - 關孝和、荒木十畝之墓。
- 日本精神衛生會
- 晴和醫院
- 新宿區立牛込保健中心
- 新宿區立新宿生活實習所
- 牛込辯天公園

## 備註
1. ↑  『角川日本地名大辞典 13　東京都』、角川書店、1991年再版、P879
2. ↑  .   [2013-08-10]. （原始内容存档于2014-08-19）.

## 外部連結
- 新宿區役所 （页面存档备份，存于）